# Barrington (Cambridgeshire)
Barrington – wieś w Anglii, w hrabstwie Cambridgeshire, w dystrykcie South Cambridgeshire. Leży 11 km na południowy zachód od miasta Cambridge i 70 km na północ od Londynu. W 2001 miejscowość liczyła 904 mieszkańców.